# Kościeniewicze (Białoruś)
Kościeniewicze (biał. Касцяне́вічы; ros. Костеневичи) – wieś na Białorusi, w obwodzie mińskim, w rejonie wilejskim. W 2019 roku liczyła 107 mieszkańców. Wchodzi w skład sielsowietu Ludwinowo.
Dawniej używana nazwa – Kościeniewicze Wilejskie.

## Historia
Pierwsza pisemna wzmianka o miejscowości pochodzi z 1472 roku. W 1652 roku majątek Kościeniewicze został zapisany zakonowi jezuitów przez członka tego zgromadzenia o. Pawła Laskowskiego SJ. W późniejszym czasie dobra przeżywały trudny okres w czasie wojen moskiewskich. W 1661 otwarto stację misyjną jezuitów. W 1662 r. rozpoczęto budowę drewnianej świątyni św. Ignacego Loyoli, a w 1763 roku budowę kościoła Niepokalanego Poczęcia Najświętszej Maryi Panny. Dobra jezuickie przeszły na własność Aleksandra Horaina.
W wyniku II rozbioru Polski w 1793 r. Kościeniewicze znalazły się w granicach Imperium rosyjskiego, w powiecie wilejskim guberni wileńskiej. W 1866 r. w miasteczku było 10 domów i 96 mieszkańcówKościeniewicze, miasteczko, powiat wilejski, [w:] Słownik geograficzny Królestwa Polskiego, t. IV: Kęs – Kutno, Warszawa 1883, s. 455.. W dwudziestoleciu międzywojennym miejscowość leżała w Rzeczypospolitej Polskiej, była centrum gminy powiatu wilejskiego w województwie wileńskim. 
Według Powszechnego Spisu Ludności z 1921 roku zamieszkiwało tu 208 osób, 166 było wyznania rzymskokatolickiego, 12 prawosławnego a 30 mojżeszowego. Jednocześnie wszyscy mieszkańcy zadeklarowali polską przynależność narodową. Było tu 38 budynków mieszkalnych. W 1931 w 47 domach zamieszkiwało 247 osób.
Wierni należeli do miejscowej parafii rzymskokatolickiej i prawosławnej w Krzywiczach. Miejscowość podlegała pod Sąd Grodzki w Krzywiczach i Okręgowy w Wilnie; mieścił się tu urząd pocztowy obsługujący znaczną część gminy.
Po agresji ZSRR na Polskę Kościeniewicze weszły w skład BSRR. Od czerwca 1941 r. do lipca 1944 r. Kościeniewicze znajdowały się pod okupacją niemiecką. W latach 1940–2013 wieś była centrum sielsowietu Kościeniewicze.

## Zabytki
- Kościół Niepokalanego Poczęcia Najświętszej Maryi Panny

## Parafia rzymskokatolicka
Parafia leży w dekanacie wilejskim archidiecezji mińsko-mohylewskiej. W 1662 roku jezuici rozpoczęli budowę drewnianego kościoła św. Ignacego Loyoli, a w 1763 r. budowę murowanej świątyni Niepokalanego Poczęcia Najświętszej Maryi Panny. 15 grudnia 1942 roku Niemcy zastrzelili w kościele proboszcza ks. Antoniego Żemło.   

## Transport
Wieś położona 24 km na północny wschód od Wilejki, 95 km od Mińska, przy drodze republikańskiej R29.